# 모멘트 오브 러브
《모멘트 오브 러브》(Il Frullo Del Passero, The Sparrow's Fluttering)는 이탈리아에서 제작된 지안프란코 민고지 감독의 1988년 멜로/로맨스 영화이다. 필립 느와레 등이 주연으로 출연하였고 아메데오 파가니 등이 제작에 참여하였다.

## 출연

### 주연
- 필립 느와레
- 오르넬라 무티

### 조연
- 사브리나 페릴리
- 클라우디안 아우거